# It's Okay, That's Love
Gwaenchanha, sarangiya (hangeul : 괜찮아, 사랑이야 ; titre international : It's Okay, That's Love)  est une série télévisée sud-coréenne diffusée en 2014 sur SBS en Corée du Sud avec Jo In-sung, Gong Hyo-jin, Sung Dong-il, Lee Kwang-Soo et Do Kyung-soo,,,,.

## Synopsis
Jang Jae-yeol est un écrivain de romans à succès de mystère et un DJ de radio. Ludique et un peu arrogant, il souffre également de trouble obsessionnel-compulsif. Ji Hae-soo est un psychiatre de sa première année de la bourse. Décidée et ambitieuse avec sa carrière encore compatissant envers ses patients, Hae-soo a une attitude négative envers l'amour et les relations dans sa vie personnelle. Quand Jae-yeol et Hae-soo se rencontrent, il y a beaucoup de discordes entre eux, causées par leurs fortes personnalités et le refus de céder à l'autre. Mais peu à peu leurs querelles se transforment en amour et ils commencent à apprendre comment ils sont compatibles. Jae-yeol et Hae-soo tentent de guérir les blessures profondes de l'autre, mais leur relation naissante prend un coup quand ils apprennent que les questions de santé mentale de Jae-yeol sont plus graves que ce qu'ils initialement soupçonnés,.

## Distribution

### Acteurs principaux
- Jo In-sung : Jang Jae-yeol
  - Sung Yoo-bin : Jang Jae-yeol (jeune)
- Gong Hyo-jin : Ji Hae-soo
  - Kang Joo-eun : Ji Hae-soo (jeune)
- Sung Dong-il : Jo Dong-min
- Lee Kwang-Soo : Park Soo-kwang
- Do Kyung-soo : Han Kang-woo

### Acteurs secondaires
- Jin Kyung : Lee Young-jin, un autre psychiatre et patron immédiat de Hae-soo à l'hôpital
- Lee Sung-kyung : Oh So-nyeo
- Yang Ik-june : Jang Jae-beom, le frère aîné de Jae-yeol
  - Noh Tae-yub : Jang Jae-beom (jeune)
- Cha Hwa-yeon : Ok-ja, la mère de Jae-yeol et Jae-beom
- Tae Hang-ho : Tae-yong, le meilleur ami de Jae-yeol de l'enfance et un employé à sa maison d'édition
- Kim Mi-kyung : la mère de Hae-soo
- Choi Moon-kyung : Ji Yoon-soo, la sœur aînée de Hae-soo et le collègue de Soo-kwang au café
  - Lee Chae-eun : Ji Yoon-soo (jeune)
- Choi Seung-kyung : Oh Do-deuk, le mari de Yoon-soo
- Do Sang-woo : Choi Ho, le directeur (PD) d'un talk-show de la télévision, et le petit ami de Hae-soo, de près d'un an
- Moon Ji-in : Min-young, le collègue de Choi Ho à la station de télévision
- Han Jung-hyun : éditeur Bae, l'éditeur de livre de Jae-yeol.
- Myung Jong-hwan : résident
- Lee Seo-joon : résident

### Les invités et les caméos
- Yoon Jin-yi : Lee Pul-ip, le journaliste du magazine
- Lee El : Se-ra
- --- : Soo-bin
- Baek Seung-do : Hwan-hee
- Lee Dong-ha : Yoon-chul
- --- : Hye-jin, l'épouse de Yoon-chul
- Ha Yeon-joo : Hyun-joo
- Jang Ki-yong : Sam
- Kim Hwan : le présentateur de talk-show
- Heo Ji-woong : DJ de radio (épisode 16)
- Goo Hara : fan féminine (épisode 16)

## Diffusion
- SBS (2014)
- TVB (2014-2015)
- Viva (2014-2015)
- Videoland Drama Channel (2015)
- Mnet (2015)

## Réception
| Nombre d'épisodes | Date de diffusion | Date de diffusion | Date de diffusion           | Date de diffusion | Date de diffusion           |
| Nombre d'épisodes | Date de diffusion | TNmS Ratings      | TNmS Ratings                | AGB Nielsen       | AGB Nielsen                 |
| Nombre d'épisodes | Date de diffusion | Tout le pays      | Région de la capitale Séoul | Tout le pays      | Région de la capitale Séoul |
| ----------------- | ----------------- | ----------------- | --------------------------- | ----------------- | --------------------------- |
| 1                 | 23 juillet 2014   | 9,8 %             | 13,5 %                      | 9,3 %             | 11,0 %                      |
| 2                 | 24 juillet 2014   | 11,2 %            | 13,6 %                      | 9.1%              | 10,3 %                      |
| 3                 | 30 juillet 2014   | 9,4 %             | 11,6 %                      | 9.1%              | 9.6%                        |
| 4                 | 31 juillet 2014   | 10,5 %            | 12,4 %                      | 10,1 %            | 11,2 %                      |
| 5                 | 6 août 2014       | 9,8 %             | 12,1 %                      | 10,1 %            | 11,5 %                      |
| 6                 | 7 août 2014       | 9,8 %             | 11,6 %                      | 10,0 %            | 10,8 %                      |
| 7                 | 13 août 2014      | 11,0 %            | 13,4 %                      | 9,8 %             | 11,0 %                      |
| 8                 | 14 août 2014      | 10,0 %            | 11,6 %                      | 10,2 %            | 10,9 %                      |
| 9                 | 20 août 2014      | 9,7 %             | 11,8 %                      | 9,7 %             | 10,8 %                      |
| 10                | 21 août 2014      | 11,2 %            | 13,8 %                      | 10,0 %            | 11,2 %                      |
| 11                | 27 août 2014      | 9,4 %             | 11,5 %                      | 9.1%              | 10,2 %                      |
| 12                | 28 août 2014      | 10,6 %            | 12,3 %                      | 9,7 %             | 10,5 %                      |
| 13                | 3 septembre 2014  | 9.3%              | 11.4%                       | 9,5 %             | 10,7 %                      |
| 14                | 4 septembre 2014  | 10,9 %            | 12,4 %                      | 9,4 %             | 9,7 %                       |
| 15                | 10 septembre 2014 | 11,1 %            | 13,1 %                      | 11,4 %            | 12,1 %                      |
| 16                | 11 septembre 2014 | 13.4%             | 15.2%                       | 12.9%             | 13.8%                       |
| Moyenne           | Moyenne           | 10.4%             | 12.6%                       | 9.9%              | 10.9%                       |

### Sources
- (en) Cet article est partiellement ou en totalité issu de l’article de Wikipédia en anglais intitulé « It's Okay, That's Love » (voir la liste des auteurs).